# Yvonne Lefébure
Yvonne Lefébure (Ermont, 29 juni 1898 - Parijs, 23 januari 1986) was een Frans pianiste en muziekpedagoge.
Lefébure viel al op jonge leeftijd op door haar pianospel. Ze kreeg een dispensatie en werd toegelaten op het Conservatoire national de musique ook al was ze eigenlijk nog te jong. Ze kreeg les van Alfred Cortot, Maurice Emmanuel en Charles-Marie Widor. Op veertienjarige leeftijd won ze haar eerste prijzen in pianowedstrijden. Na het conservatorium trad ze op als soliste, zowel met een klassiek als een eigentijds reportorium. Ondanks haar kleine handen kende ze met haar krachtig spel wereldwijde erkenning. Ze werkte samen met dirigenten als Igor Markevitsj, Adrian Boult en Ernest Ansermet.
Lefébure verkoos concerten boven studio-opnamen en haar discografie is eerder beperkt. De meeste opnamen dateren van na 1970 en omvatten werk van Maurice Emmanuel, Schubert, Beethoven, Bach, Debussy, Fauré en Dukas.
Vanaf 1919 gaf ze les aan de École Normale de Musique, opgericht door Cortot. Ze stond bekend als een klassiek en streng lesgever.